# Babits Vilma
Babits Amália Vilma, Vályiné Babits Vilma, Vályi Béláné (Arad, 1891. november 6. – Budapest, 1975. szeptember 21.) opera- és hangverseny-énekesnő (koloratúrszoprán), énektanár.

## Élete
Édesapja a MÁV altisztje volt. A középiskolát Budapesten végezte, majd a Zeneakadémián zongoratanárnak készült. Mihalovich Ödön rábeszélésére az ének szakra iratkozott át, ahol 1909 és ’13 között Maleczkyné Ellinger Jozefa növendéke volt. Tanulmányai idején több ösztöndíjat nyert el.
Pályáját a buda-temesvári színtársulatnál kezdte, ahol a Rigoletto Gildájaként debütált. Az első világháború kitörése miatt visszatért a fővárosba, ahol Sík Józsefnél továbbképezte magát. Az 1915–16-os évadban a Városi, ezt követően a debreceni színház tagja volt. Néhány nappal a Tanácsköztársaság kezdete után szerződtette az Operaház. Négyhónapos tagsága alatt ötször lépett fel. 
Több külföldi opera is szerződtetni akarta, de 1921-ben férjhez ment Vályi Béla építészhez, akinek kérésére színpadi pályafutását befejezte. Salzburgban Bianca Bianchinél folytatott újabb énektanulmányokat. Egy ideig hangversenyénekesként működött, majd énektanári képesítést szerzett, és 1927-től a Székesfővárosi Felsőbb Zeneiskola megbecsült tanára lett. A Magyar Zenebarátok Egyesületének választmányi tagja volt, és több más szervezet munkájában is részt vett..
Repertoárja a koloratúrirodalom legnehezebb szerepeiből állt, több operettben is fellépett.

## Szerepei
- Georges Bizet: Carmen – Micaëla
- Friedrich von Flotow: Márta – címszerep
- Jacques Fromental Halévy: A zsidónő – Eudoxia hercegnő
- Hervé: Lili – címszerep
- Lehár Ferenc: Luxemburg grófja – Angèle Didier
- Pietro Mascagni: Parasztbecsület – Lola
- Wolfgang Amadeus Mozart: Szöktetés a szerájból – Konstanza
- Wolfgang Amadeus Mozart: A varázsfuvola – Az Éj királynője
- Jacques Offenbach: Hoffmann meséi – Olympia; Antonia; Giulietta
- Robert Planquette: Rip van Winkle – Lisbeth
- Robert Planquette: A corneville-i harangok – Germaine
- Richard Strauss: Ariadné Naxoszban – Zerbinetta
- Ambroise Thomas: Mignon – Philine
- Giuseppe Verdi: Rigoletto – Gilda